# Dee Wallace

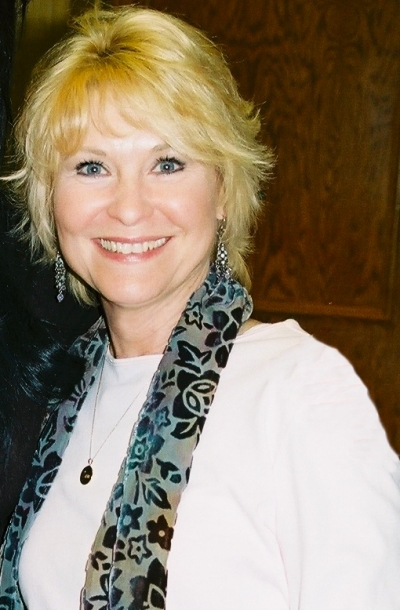
Dee Wallace

Deanna Wallace, conhecida pelos nomes artísticos de Dee Wallace ou Dee Wallace Stone (Kansas City, 4 de dezembro de 1948), é uma atriz norte-americana.
Wallace, cujo nome de batismo é Deanna Bowers, é filha de Robert Stanley Bowers com Maxine Nichols. Foi casada com Barry Wallace e com o ator Christopher Stone, e destes dois casamentos restaram os sobrenomes em que adotou artisticamente. É mãe da atriz Gabrielle Stone.
Formada pelo University of Kansas, lecionou no "Washington High School", uma escola de ensino média em Kansas City, no início da década de 1970.
Em 1974, estreou na televisão, na série "Lucas Tanner", e em 1975, estreou no cinema, atuando no filme The Stepford Wives. Sua atuação mais importante, até o momento, é no papel de "Mary", mãe do menino "Elliott", no filme arrasa-quarteirão E.T. - O Extraterrestre, de 1982.
Ainda na década de 1980, atuou ao lado do então marido Christopher Stone, em quatro produções: The Howling (1981), Cujo (1983), "Together We Stand" (série de TV) e "The New Lassie" (série de TV). Em 2016, participou de episódios de Supernatural em e 2017 em You're the Worst.